# Holmy Pokatye
Die Holmy Pokatye (englische Transkription von russisch Холмы Покатые Cholmy Pokatyje, deutsch ‚Abschüssige Hügel‘) sind ein Hügel an der Küste des ostantarktischen Königin-Marie-Lands. Er ragt in den Obruchev Hills auf.
Russische Wissenschaftler benannten ihn.